# Тома (име)
Тома (Toma), је мушко име арамејског порекла. Корени су му у речи Теомо (תום) и има значење близанац. Грци су преузели ово име у облику Томас (Θωμάς), пошто имају сличан израз у значењу чудотворац.

## Име у различитим језицима
- Тоума — арапски: Touma
- Тамаш — белоруски: Тамаш (Tamash)
- Тома — Бугарски: Тома (Toma)
- Томас — каталонски: Tomàs
- Тангмаши — кинески: 多馬 (Duoma, библијско), 湯瑪斯 (Tangmasi, уопштени превод), 湯瑪士 (Tangmashi)
- Томислав — хрватски: Tomas, Toma, Tomislav, Tomo, Tome
- Томаш — чешки: Tomáš
- Томас — дански: Thomas
- Томас — холандски: Thomas
- Томас — енглески: Thomas, Tom, Thom, Tommy
- Томас — естонски: Toomas
- Туомас — фински: Tuomas
- Томас — француски: Thomas
- Томас — немачки: Thomas
- Томас — старогрчки: Θωμᾶς (Thōmâs) — (модерни грчки: Θωμάς, Thomás), (Свети Тома апостол такође: Δίδυμος (Didymos, „близанац”))
- Теомо — хебрејски: Teomo
- Тамаш — мађарски: Tamás
- Томас — исландски: Tómas
- Томас — ирски: Tomás, Tomhaís , Thomas
- Томасо — италијански: Tommaso
- Тома — јапански: とうま (Tōma)
- Дома — корејански: 도마 (Doma; Toma; библијски), 토머스 (Tomeoseu; T'omŏsŭ)
- Томас — латински: Thomas (Свети Тома апостол такође: Didymus)
- Томас — литвански: Tomas
- Тома — малајски: തോമാ (Thoma), തോമാസ് (Thomas), തൊമ്മന് (Thommen), ഉമ്മന് (Oommen), തൊമ്മി (Thommy), ടോമി (Tommy), ടോം (Tom)
- Тамихана — маорски: Tamihana
- Томас — норвешки : Thomas, Tomas, Tom
- Томаш — пољски: Tomasz
- Томас — португалски: Tomás, Tomé
- Томас — румунски: Tomas
- Фома — руски: Фомá (Foma)
- Томаси — самоа: Tomasi
- Тома — српски: Тома (Toma)
- Томаш — словачки: Tomáš
- Томаж — словеначки: Tomaž
- Томас — шпански: Tomás
- Томас — шведски: Tomas
- Томус — таи: โทมัส (To-mus)
- Томос — велшки: Tomos
- Тома — (тамил) தாமஸ் (Tāmas) или தோமா (Tōmā — தோமா)

## Познате личности
- Свети Тома апостол — (лат:Judas Thomas Didymus)
- Тома Аквински, италијански филозоф и теолог
- Томас Адлер, (17. век) ђакон
- Томас Бекет (енг:Thomas Becket), кантерберијски надбискуп, светац
- Том Круз — (енг:Tom Cruise), глумац
- Томаш Дарњи — (мађ:Darnyi Tamás), носилац златне олимпијске медаље у пливању
- Томас Алва Едисон — (енг:Thomas Alva Edison), проналазач и послован човек
- Томас Стернс Елиот — (енг:Thomas Stearns Eliot), енглески писац
- Томас Џеферсон — (енг:Thomas Jefferson), амерички председник
- Томас Ман — (нем:Paul Thomas Mann), немачки писац
- Тома Здравковић

### Владари
- Тома I, владар и деспот епирски